# Madżbina
Madżbina (arab. مجبينة) – wieś w Syrii, w muhafazie Aleppo, w dystrykcie Dżabal Siman. W 2004 roku liczyła 404 mieszkańców.